# Kōsei Saitō
Kōsei Saitō (斎藤 光正, Saitō Kōsei, 17 de juliol de 1932 - 25 de novembre de 2012) va ser un director de cinema japonès. És conegut per dirigir la pel·lícula Sengoku jieitai (G.I. Samurai).

## Filmografia selecta

### Cinema
- Shayō no Omokage aka The Lonely Life (1967) (primer treball com a director[4])
- Sannin no Onna Yoru no Chō aka Night Butterflies (1967)
- Onna no Iji (1971)
- Akumaga kitarite fue wo fuku (1979)
- G.I. Samurai (1979)
- Ninja Wars (1982)
- Tsumiki Kuzushi (1983)
- Kizudarake no Kunshō (1986)

### Televisió
- Taiyō ni Hoero!
- Oretachino Tabi (1976)[3]
- Lone Wolf and Cub (Segona temporada)
- Choshichiro Edo Nikki (1983-1991)
- Unmeitōge (1993)
- Kumokiri Nizaemon (1995)
- Sèrie Mito Kōmon
- Sengoku Jieitai: Sekigahara no Tatakai (2006)
- Chushingura Sono Otoko Ōishi Kuranosuke (2010)